# Sainsbury's
Sainsbury's es una cadena de supermercados del Reino Unido, la segunda más grande del país, con un 16,8 % de cuota de mercado en el sector. Es la tercera cadena más grande por ingresos (18 911 000 000 £ en 2009), tras Tesco y Asda.